# Scoliocentra thoracica
Scoliocentra thoracica är en tvåvingeart som beskrevs av Collin 1935. Scoliocentra thoracica ingår i släktet Scoliocentra och familjen myllflugor. Inga underarter finns listade i Catalogue of Life.